# Ngwenya (Berg)
Der Ngwenya  ist ein Berg in den Transvaal-Drakensbergen im Westen von Eswatini.
Der Berg liegt beim gleichnamigen Ort Ngwenya in der Region Hhohho, nahe der Grenze zu Südafrika im Westen.